# Gido Oude Kotte
G.E. (Gido) Oude Kotte (Apeldoorn, 20 maart 1980) is een Nederlands jurist, bestuurder en CDA-politicus. Sinds 16 april 2019 is hij burgemeester van Aalsmeer.

## Biografie

### Opleiding en loopbaan
Oude Kotte studeerde bestuurskunde op de Thorbecke Academie in Leeuwarden en rechten op de Rijksuniversiteit Groningen. Na zijn studie werkte hij tien jaar als jurist en partner bij een adviesbureau gespecialiseerd in omgevingsrecht en bestuursschades. Van 2010 tot 2013 was hij docent staats- en bestuursrecht op de Thorbecke Academie en financieel directeur in het familiebedrijf in de recreatiesector gevestigd in Nederland en Kroatië.

### Politieke loopbaan
Van 2010 tot 2013 was Oude Kotte gemeenteraadslid en CDA-fractievoorzitter van Heerhugowaard. Van 2013 tot april 2019 was hij wethouder en eerste locoburgemeester van deze gemeente en had hij er de portefeuilles financiën, bedrijfsvoering, sociale zaken en werkgelegenheid, ruimtelijke ordening, wonen en jeugdhulp.
In februari 2019 droeg de gemeenteraad van Aalsmeer Oude Kotte voor als burgemeester van deze gemeente. In maart 2019 heeft de minister van Binnenlandse Zaken en Koninkrijksrelaties de voordracht overgenomen en hem laten benoemen bij koninklijk besluit per 16 april 2019. Op deze dag werd Oude Kotte beëdigd en geïnstalleerd tijdens een bijzondere raadsvergadering.

### Persoonlijk
Oude Kotte is getrouwd en vader van een dochter en een zoon.